# Polyipnus spinosus
Polyipnus spinosus är en fiskart som beskrevs av Günther, 1887. Polyipnus spinosus ingår i släktet Polyipnus och familjen pärlemorfiskar. Inga underarter finns listade i Catalogue of Life.